# Bell 525 Relentless
Bell 525 Relentless là trực thăng chuyên chở hạng trung Hoa Kỳ, phát triển bởi Bell Textron. Phi cơ Bell 525 được ra mắt tại 2012 Heli-Expo ở Dallas, Texas vào tháng 2 năm 2012. Trực thăng cất cánh lần đầu vào ngày 1 tháng 7 năm 2015. Phi cơ này được thiết kế để chuyên chở lên đến 19 hành khách.

## Phát triển
Chuyến bay thương mại đầu tiên của Bell 525 được hoạch định vào cuối năm 2014. PHI, Inc. là công ty khai trương cho loại phi cơ này, nhưng cho đến năm 2016 không có khách hàng nào bay khai trương. Sau 6 tháng trì hoãn, mẫu thử nghiệm Bell 525 bay lần đầu tiên vào tháng 7 năm 2015. Tại thời điểm đó, Bell dự đoán chứng nhận sẽ được cấp vào cuối năm 2017. Cơ quan FAA đề nghị những luật lệ đặc biệt trong tháng 5 năm 2016, nhằm đáp ứng cho công nghệ fly-by-wire.

### Sự cố rơi phi cơ tháng 7 năm 2016
Khoảng 11:48  giờ sáng Central Daylight Time ngày 6 tháng 7 năm 2016, máy bay thử nghiệm rơi trong một chuyến bay gần Italy, Texas, giết chết hai người trên bong. Phi cơ mang số hiệu N525TA, nứt vỡ khi đang bay lúc đang di chuyển với vận tốc 229 mph (199 kn) tại độ cao 2.000 foot (610 m).
Sự cố này đã trì hoãn việc cấp chứng nhận từ năm 2017 sang đến năm 2018. Tháng 2 năm 2018, Bell dự đoán chứng nhận sẽ được hoàn tất vào cuối năm 2018 hay đầu năm 2019. Trong tháng 12 năm 2018, sau 1,300 giờ chế tạo và 900 giờ bay được hoàn thành, tiến tới đạt chứng nhận kiểu dáng 2019 US. Đầu năm 2019, hai trực thăng sẽ được thử nghiệm trong thời tiết lạnh ở Yellowknife, Canada, trong khi mẫu thứ ba được hoàn thiện để trải qua điều kiện trời tuyến phía bắc lục địa US.

### Thị trường mục tiêu và phát triển liên quan
Hãng Bell phát triển Bell 525 cho các khách hàng quân sự trong vai trò chuyển chở 20 người hoặc tìm kiếm cứu nạn (SAR).
Công ty cũng đề xuất trực thăng quân sự Bell 360 Invictus sử dụng hệ thống a scaled down rotor, fly by-wire và hệ thống kiếm soát từ the Bell 525 cho chương trình Future Attack Reconnaissance Aircraft của Lục quân Hoa Kỳ.

## Thiết kế
Chiếc Bell 525 được thiết kế đáp ứng nhu cầu cho một trực thăng chuyên chở hạng trung. Nó được chế tạo chủ yếu từ composite và kim loại và là trực thăng thương mại đầu tiên được tích hợp hệ thống điều khiển bay fly-by-wire, với tactile cues. Hệ thống này triple redundant, và được phát triển tronghai môi trường giả định. Chiếc 525 sử dụng một cặp động cơ turboshaft GE CT7-2F1, với hệ hống rotor chính 5 cánh. Giá của 525 chưa được quyết định, nhưng dự kiến rơi vào khoảng tầm 50 và 400 nmi, tương tự các mẫu AgustaWestland AW139 và Sikorsky S-92.
Chiếc Bell 525 được thiết kế để phù hợp cho thể loại "siêu hạng trung" cho nhu cầu hoạt động dầu khí ngoài khơi. Một nửa số khách hàng đến từ phân khúc này. Các trực thăng đang phát triển trong cùng phân khúc bao gồm Airbus Helicopters H175 và AgustaWestland AW189. Mẫu 525 được chứng nhận trong phân loại Category A Takeoff, với trọng lượng cất cánh tối đa. Trong đó, phi cơ được yêu cầu có thể cất cánh hoặc hạ cánh trong trường hợp một trong hai động cơ turbine ngừng hoạt động vì bất kỳ nguyên nhân nào. Nó nên có thể chở được tới 19 hành khách, lớn hơn các trực thăng hạng trung đã ra đời trước. Nó được thiết kế bao gồm chỗ ngồi cho hai phi công và 16 hành khách ở phiên bản tiêu chuẩn à 20 hành khách ở phiên bản nhiều ghế ngồi.

## Specifications (Bell 525)
Dữ liệu lấy từ "Bell 525"

Đặc tính tổng quát
- Kíp lái: one or two
- Sức chứa: 16 or 20 passengers
8.200 pound (3.700 kg) useful load
- Trọng lượng có tải: 20,500[1] lb (9 kg)
- Trọng lượng cất cánh tối đa: 20,500 lb (9 kg)
- Sức chứa nhiên liệu: 2,426 lít (0,534 gal Anh; 0,641 gal Mỹ)
- Động cơ: 2 × General Electric CT7-2F1 turboshaft, 1,800 shp (1,342 kW)  mỗi chiếc
- Đường kính rô-to chính:    54 ft 6 in (16,61 m)

Hiệu suất bay
- Vận tốc cực đại: 190 mph; 306 km/h (165 kn)
- Vận tốc hành trình: 178 mph; 287 km/h (155 kn)
- Tầm bay: 1 mi; 1 nmi (1,074 km) Max GW, Sea Level, ISA, standard fuel, no reserve, VLRC
- Trần bay: 20.000 ft (6.096 m) with 12.000 ft (3.700 m) hover in ground effect, 6.000 ft (1.800 m) HOGE

Hệ thống điện tử

- Garmin G5000H